# 三木市立中吉川小学校
三木市立中吉川小学校（みきしりつ なかよかわしょうがっこう）は、兵庫県三木市吉川町大畑にあった公立小学校。2020年度（2021年3月31日）で閉校した。

## 概要
児童数は、平成17年度現在で122人。

## 沿革
- 1891年 - 開校[3]

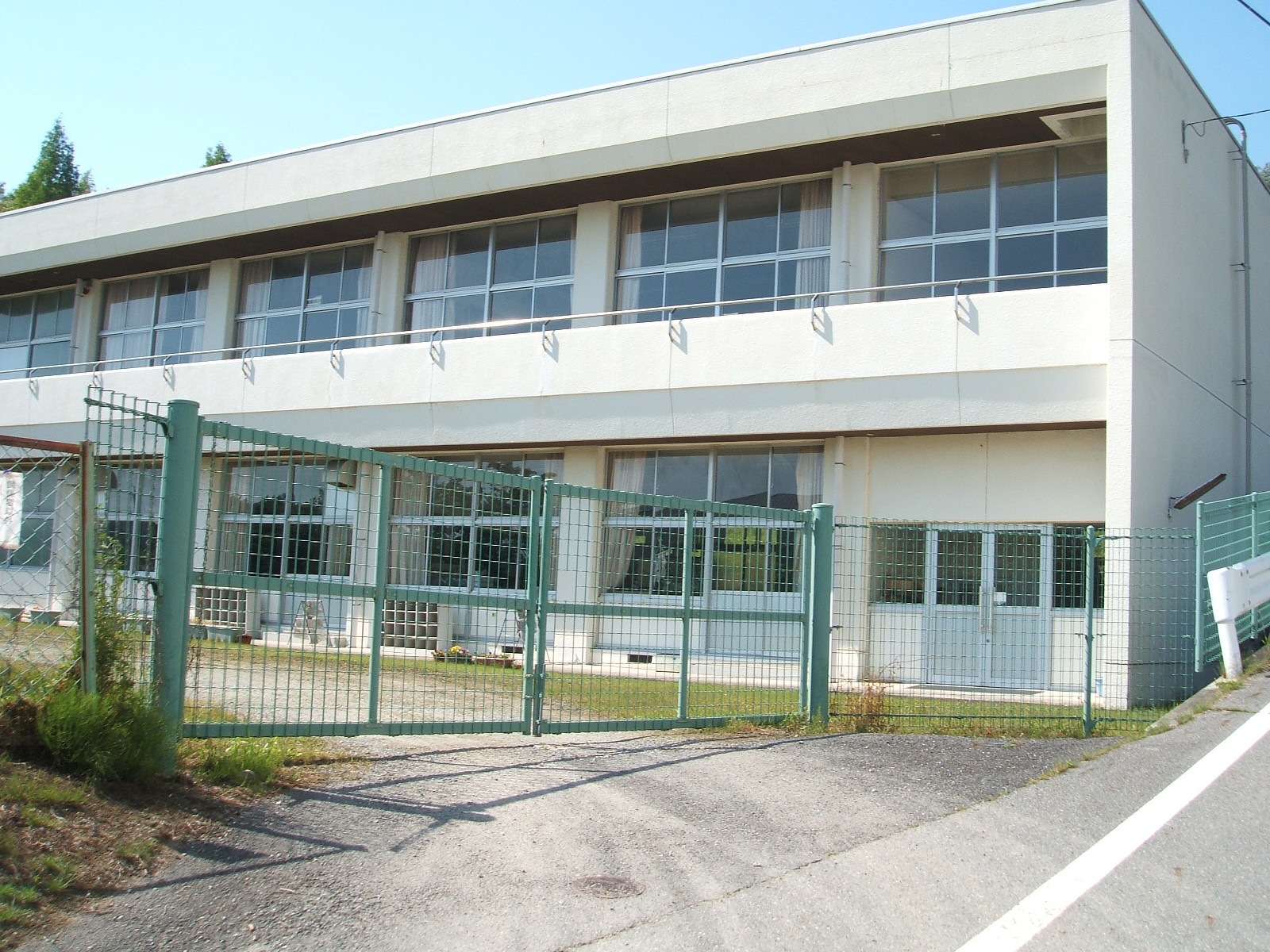
1981年に増築された新館校舎

- 1999年 - 三木市立みなぎ台小学校を分離し、校区変更
- 2005年10月24日 - 合併により、吉川町立から三木市立に変更
- 2021年3月31日 - 三木市立上吉川小学校、三木市立中吉川小学校、三木市立みなぎ台小学校の3校を三木市立吉川小学校に統合し閉校[1]

## 進学先中学校
- 三木市立吉川中学校